# Ihlienworth
Ihlienworth (dolnoniem. Helnnworth) – miejscowość i gmina w Niemczech, w kraju związkowym Dolna Saksonia, w powiecie Cuxhaven, wchodzi w skład gminy zbiorowej Land Hadeln. Do 31 grudnia 2010 siedziba gminy zbiorowej Sietland, która w wyniku reformy administracyjnej została rozwiązana.